# Primeira Divisão 1996-1997
La Primeira Divisão 1996-1997 è stata la 59ª edizione della massima serie del campionato portoghese di calcio e si è conclusa con la vittoria del Porto, al suo sedicesimo titolo.
Capocannoniere del torneo è stato Mário Jardel (Porto) con 30 reti.

## Classifica finale
|    | Classifica        | Pt | G  | V  | N  | P  | GF | GS |
| -- | ----------------- | -- | -- | -- | -- | -- | -- | -- |
| 1  | Porto             | 85 | 34 | 27 | 4  | 3  | 80 | 24 |
| 2  | Sporting          | 72 | 34 | 22 | 6  | 6  | 55 | 19 |
| 3  | Benfica           | 58 | 34 | 17 | 7  | 10 | 49 | 30 |
| 4  | Braga             | 55 | 34 | 15 | 10 | 9  | 39 | 40 |
| 5  | Vitória Guimarães | 53 | 34 | 15 | 8  | 11 | 51 | 46 |
| 6  | Salgueiros        | 52 | 34 | 14 | 10 | 10 | 49 | 48 |
| 7  | Boavista          | 49 | 34 | 12 | 13 | 9  | 62 | 39 |
| 8  | Marítimo          | 47 | 34 | 13 | 8  | 13 | 39 | 38 |
| 9  | Estrela Amadora   | 47 | 34 | 12 | 11 | 11 | 39 | 38 |
| 10 | Chaves            | 46 | 34 | 12 | 10 | 12 | 39 | 45 |
| 11 | Farense           | 42 | 34 | 10 | 12 | 12 | 34 | 34 |
| 12 | Vitória Setúbal   | 40 | 34 | 10 | 10 | 14 | 38 | 42 |
| 13 | Belenenses        | 40 | 34 | 10 | 10 | 14 | 37 | 50 |
| 14 | Leça              | 36 | 34 | 9  | 9  | 16 | 33 | 42 |
| 15 | Rio Ave           | 35 | 34 | 8  | 11 | 15 | 35 | 42 |
| 16 | Espinho           | 33 | 34 | 9  | 6  | 19 | 27 | 56 |
| 17 | Leiria            | 30 | 34 | 8  | 6  | 20 | 25 | 53 |
| 18 | Gil Vicente       | 19 | 34 | 4  | 7  | 23 | 29 | 74 |

### Verdetti
- Porto campione di Portogallo 1996-1997.
- Porto qualificato alla fase a gironi della UEFA Champions League 1997-1998,  Sporting Lisbona qualificato ai preliminari.
- Benfica,  Braga e  Vitória Guimarães qualificate al primo turno della Coppa UEFA 1997-1998.
- Espinho,  União Leiria e  Gil Vicente retrocesse in Segunda Liga 1997-1998.

## Classifica marcatori
| Gol |  |  | Giocatore                  | Squadra           |
| --- |  |  | -------------------------- | ----------------- |
| 30  |  |  | Mário Jardel               | Porto             |
| 20  |  |  | Jimmy Floyd Hasselbaink    | Boavista          |
| 16  |  |  | Gaúcho                     | Estrela Amadora   |
| 15  |  |  | Constantino Jardim         | Leça              |
| 15  |  |  | Nuno Gomes                 | Boavista          |
| 14  |  |  | Mladen Karoglan            | Braga             |
| 13  |  |  | Gilmar Estevan             | Vitória Guimarães |
| 12  |  |  | Edmilson                   | Marítimo          |
| 11  |  |  | Edmilson Gonçalves Pimenta | Porto             |
| 10  |  |  | Marcos Severo              | Salgueiros        |